# Copromorpha smaragdarcha
Copromorpha smaragdarcha is een vlinder uit de familie van de Copromorphidae. De wetenschappelijke naam van de soort is voor het eerst geldig gepubliceerd in 1967 door Diakonoff.